# 穆罕默德·米尔-穆罕默迪
赛义德穆罕默德·米尔-穆罕默迪（波斯語：‎；1949年3月3日—2020年3月2日），伊朗政治家。
穆罕默德·米尔-穆罕默迪出生于库姆，其母親是库姆大阿亚图拉穆萨·舒拜里·赞贾尼的妹妹。2017年8月，他成为伊朗确定国家利益委员会成员之一，该委员会相当于最高领袖哈梅内伊的顾问团。
2020年3月2日，穆罕默德·米尔-穆罕默迪因感染2019冠状病毒病，在德黑兰的一家医院不治去世。这一天（Esfand月12日）也是他在伊朗曆中的生日。